# 23801 Ерікґуставсон
23801 Ерікґуставсон (23801 Erikgustafson) — астероїд головного поясу, відкритий 17 серпня 1998 року.
Тіссеранів параметр щодо Юпітера — 3,485.